# Un monello alla corte d'Inghilterra
Un monello alla corte d'Inghilterra è un film del 1950 diretto da Jean Negulesco, sceneggiato e prodotto da Nunnally Johnson, basato sull'omonimo romanzo del 1949 di Theodore Bonnet.
È interpretato da Irene Dunne, Alec Guinness e Andrew Ray.

## Trama
Un monello di strada (Wheeler), senza casa e affamato, trova un medaglione con l'immagine della regina Vittoria d'Inghilterra; non  riconoscendola, gli viene detto che è «la madre di tutta l'Inghilterra». Prendendo alla lettera la frase, egli parte per il castello di Windsor per vederla.
Quando viene fermato dalle guardie di palazzo, il monello è erroneamente ritenuto parte di un progetto per attentare alla vita della regina. Il primo ministro Disraeli capisce che il ragazzo è innocente e lo difende in Parlamento, con un discorso che critica la regina, che si è ritirata dalla vita pubblica; la regina dapprima è infuriata, poi soprassede incontrando il ragazzo, e tornando in pubblico.